# Jochen Hild
Jochen Hild (* 31. Juli 1929 in Kaldenkirchen; † 6. Januar 2017 in Brüggen) war ein deutscher Biologe und Landschaftsökologe.

## Leben
Jochen Hild wuchs im niederrheinischen Kaldenkirchen auf, wo sein Vater Dr. med. Hans Hild eine Arztpraxis hatte, und besuchte das Stiftisch-Humanistische Gymnasium in Mönchengladbach. Nach dem Krieg studierte er ab 1951 an der Universität Köln Biologie, Chemie, Physik, Meteorologie und Geologie; 1956 promovierte er mit dem Thema „Untersuchungen über die Vegetation im Naturschutzgebiet der Krickenbecker Seen“. Nach Stationen in Kempen, Krefeld, Remagen, Köln, Wahn und Traben-Trarbach lebte er später in Brüggen.
Hild war zeitweilig als Naturschützer (Stellvertretender Bezirksbeauftragter für Naturschutz im Regierungsbezirk Düsseldorf) tätig, war wissenschaftlicher Assistent am Botanischen Garten und Institut der Universität Köln, wo er an seiner Habilitationsschrift arbeitete, Gastdozent an der Universität Nimwegen und der TH Aachen, Lehrbeauftragter für Landschaftsökologie und Angewandter Ökologie an der Ruhr-Universität Bochum und übte eine forstökologische Beratungstätigkeit bei einem Entwicklungshilfsprojekt der deutschen Forstwirtschaft für die Volksrepublik China aus. Ebenso arbeitete er an einem Entwicklungsprogramm der Deutschen Lufthansa für Länder der Dritten Welt mit dem Problemkreis Flughafenökologie und Flugsicherheit.
Besonders beschäftigte sich Hild mit dem speziellen Problem des Vogelschlags im Luftverkehr. So kann durch die ökologische Gestaltung der Umgebung (Biotopmanagement) die Flugsicherheit wesentlich erhöht werden. Hild war viele Jahre lang Vorsitzender und ab 2002 Ehrenvorsitzender des Deutschen Ausschusses zur Verhütung von Vogelschlägen im Luftverkehr. Er war Schriftleiter der seit 1981 zweimal jährlich erscheinenden Fachzeitschrift Vogel und Luftverkehr und erstellte – manchmal kontrovers diskutierte – Biotop-Gutachten über die Sicherheit von Flugplätzen, so z. B. zusammen mit Chr. Sindern 1998 das „Gutachten zur Bewertung des potentiellen Vogelschlagrisikos im Bereich des Flughafens Berlin-Schönefeld“ sowie Gutachten zum Ausbau des Flughafens Frankfurt. Hild schrieb Fachbücher und publizierte in Fachzeitschriften, z. B. in Hydrologia, Vogel und Luftverkehr und Berichte der Deutschen Botanischen Gesellschaft

## Auszeichnungen
- 1956 Albert-Steeger-Stipendium des Landschaftsverbandes Rheinland
- 1975 Silberne Ehrennadel des Deutschen Tierschutzbundes
- 1975 Preis des VII. Deutschen Industrie-Film-Forum
- 1985 Verdienstkreuz am Bande der Bundesrepublik Deutschland
- 1988 Mike Kuhring AWARD des Bird Strike Committee Europe
- 1993 Verdienstkreuz 1. Klasse des Verdienstordens der Bundesrepublik Deutschland

## Veröffentlichungen
- Die Natur- und Landschaftsschutzgebiete im Landkreis Kempen-Krefeld. Schriftenreihe des Landkreises Kempen-Krefeld. Nr. 8. Kempen 1961
- Hydrobiologische Untersuchungen an niederrheinischen Gewässern. In: „Hydrologia“. Nr. 3–4. Springer Netherlands 1965. ISSN 0018-8158
- Nordrheinische Naturschutzgebiete. Rheinische Kunststätten. Heft Nr. 7/8. Neuß 1967
- Die Naturschutzgebiete im nördlichen Rheinland. Schriftenreihe der Landesstelle für Naturschutz und Landschaftspflege in Nordrhein-Westfalen. Bd. 3. Bongers. Recklinghausen 1968
- Landschaftsplan Raum Overath. Beiträge zur Landesentwicklung. Nr. 13,2. Landschaftsverband Rheinland. Köln 1969
- Vögel auf Flugplätzen. Biologische Untersuchungs-, Bekämpfungs- und Vergrämungsmaßnahmen. Luftfahrt-Bundesamt. Braunschweig 1973
- Das Vogelschlagproblem in der Verhütung von Störungen, Zwischenfällen und Unfällen mit Luftfahrzeugen der Bundeswehr. Amt für Wehrgeophysik. Porz-Wahn 1974
- Biologische Aspekte des Umweltschutzes unter besonderer Berücksichtigung der Bundeswehr. (Mit Jürgen Becker.) Amt für Wehrgeophysik. Traben-Trarbach 1978
- Flugsicherheit und Vogelschlag. (Mitverfasser.) Mannheimer Protokolle. Bd. 7. v. Decker. Heidelberg 1988. ISBN 3-7685-3587-8
- Vogelzugvorhersage und Vogelschlagwarnung aufgrund von meteorologischen, phänologischen und biologischen Datenkollektiven. In: „Landwirtschaftliches Jahrbuch“. Nr. 67/375–389 (Sonderheft). München 1990
- Geschichte der Radarornithologie in Deutschland. In: „Vogel und Luftverkehr“. Bd. 18: 5–22. Traben-Trarbach 1998. ISSN 0721-4251
- Vorbereitende Untersuchungen zur künftigen Bewirtschaftungsform der Grünland- und Heideflächen am Flughafen Frankfurt/Main. In: „Vogel und Luftverkehr“. Bd. 26. Traben-Trarbach 2007. ISSN 0721-4251